# Conotrachelus retentus
Conotrachelus retentus ang. Black Walnut Curculio – gatunek chrząszcza z rodziny ryjkowcowatych.

## Zasięg występowania
Występuje we wsch. część USA od Nowego Jorku i  Florydy na wsch., po Illinois, Kansas i Missisipi na zach.

## Budowa ciała
Osiąga 5,7 - 7,2 mm długości ciała.

## Biologia i ekologia
Żeruje na drzewach z rodzaju orzech w tym orzechu szarym.